# ماتوی بلانتر
ماتوِی ایساکوویچ بلانتر (روسی: Матве́й Исаа́кович Бла́нтер؛ ‏ ۱۰ فوریه [سبک قدیمی: ۲۸ ژانویه] ۱۹۰۳ – ۲۷ سپتامبر ۱۹۹۰) موسیقی‌دان و آهنگساز اهل اتحاد جماهیر شوروی سوسیالیستی بود. وی بین سال‌های ۱۹۲۰ تا ۱۹۹۰ میلادی فعالیت می‌کرد.
وی آهنگساز ترانهٔ فولکلور و مشهور «کاتیوشا» است.
از فیلم‌هایی که وی در آن‌ها نقش داشته‌است، می‌توان به مبادا که فراموش کنیم اشاره نمود.
وی همچنین برندهٔ جوایزی همچون جایزه هنرمند مردمی اتحاد جماهیر شوروی، هنرمند مردمی جمهوری شوروی فدراتیو سوسیالیستی روسیه، نشان لنین، و قهرمان کار سوسیالیست شده‌است.